# Evangelisches Pfarrhaus
Das evangelische Pfarrhaus ist nicht nur das Wohnhaus für die evangelischen Pfarrer und ihre Familien, sondern bezeichnet auch eine (vor allem in vergangenen Jahrhunderten) bedeutende kulturgeschichtliche Institution. Seit der Reformation war das Pfarrhaus ein besonders herausgehobenes Gebäude in den Gemeinden, weil es als Symbol für die Kontinuität der Geschichte und die Identität mit der Kult(ur)gemeinschaft stand. Das Pfarrhaus als kulturelle Institution ist ein „Hort der Bildung und Bollwerk gegen säkularen Sinnverlust“. Es hat große Bedeutung, weil in den Pfarrersfamilien immer besondere Werte gelebt und vermittelt wurden, so dass vor allem Pfarrerskinder oft herausgehobene Positionen einnahmen.

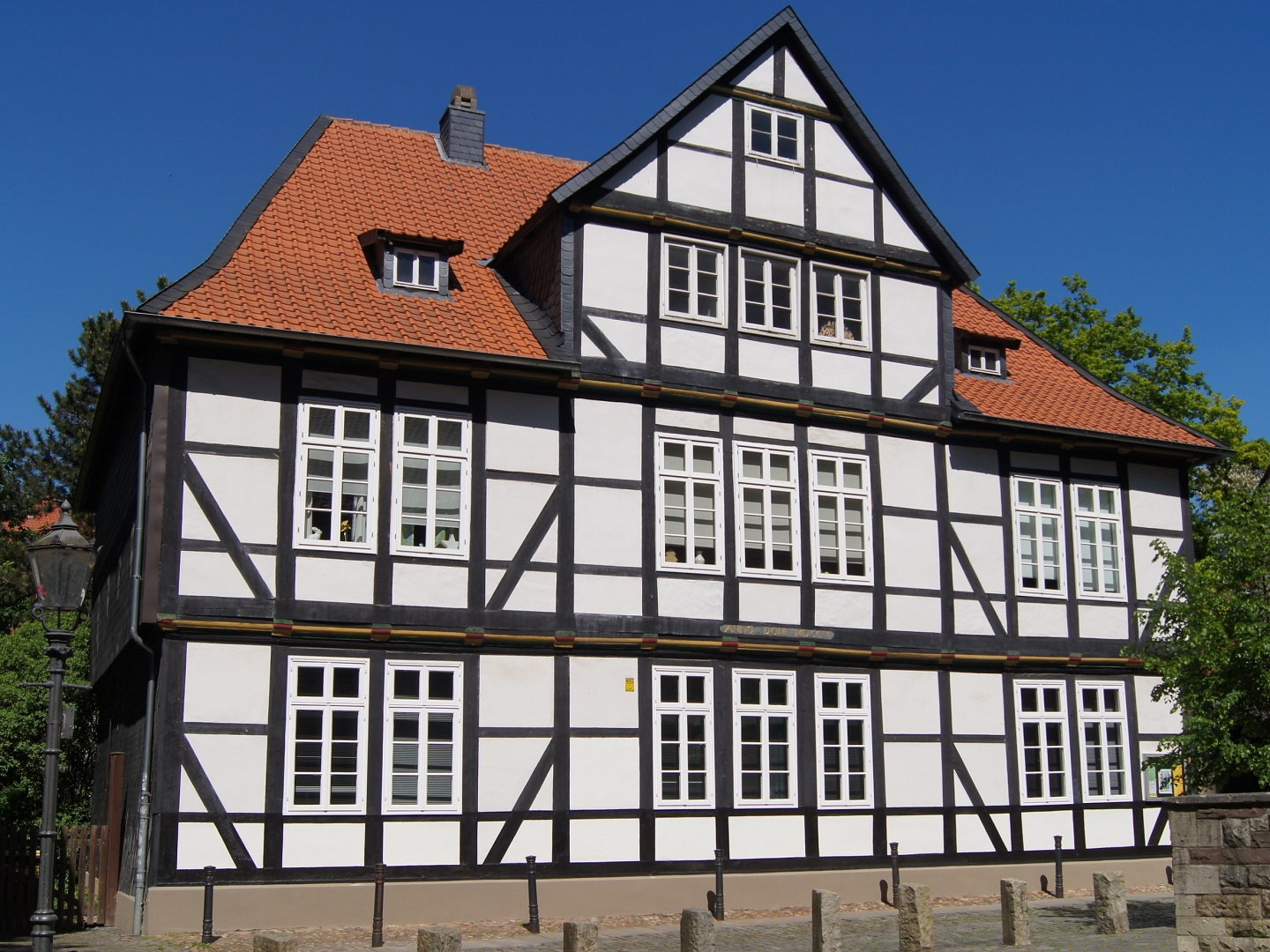
Pfarrhaus von St. Magni in Braunschweig

## Pfarrhaus und Pfarrersfamilie
Einen entscheidenden Einschnitt in der Geschichte des Pfarrhauses stellte die Reformation dar. Die Aufhebung des Zölibats für Pfarrer bedeutete den Einzug von Pfarrfrauen bzw. damit auch ganzer Pfarrfamilien in die evangelischen Pfarrhäuser. Namhaftes Vorbild für die Rolle der Pfarrfrau und des damit häufig verbundenen offenen und gastfreundlichen Hauses war Martin Luthers Ehefrau Katharina von Bora.
Pfarrerskinder kamen häufig in den Genuss einer überdurchschnittlichen Bildung. Aus den Anfängen im evangelischen Pfarrhaus seit der Reformation entwickelte sich im Deutschland des 18. und 19. Jahrhunderts das Bildungsbürgertum. Trotz des Sprichworts „Pfarrers Kinder, Müllers Vieh geraten selten oder nie“, sind zahlreiche bedeutende Persönlichkeiten in ganz unterschiedlichen Sparten einem Pfarrhaus entwachsen, ja das evangelische Pfarrhaus wurde geradezu zur „Brutstätte der Dichter und Denker“ (Heinz Schlaffer): so Friedrich Nietzsche, Jean Paul, Hermann Hesse, Frère Roger, Ingmar Bergman, Vincent van Gogh, Jane Austen, Paul Tillich, Friedrich Dürrenmatt, Matthias Claudius, Friedrich Schleiermacher, Christoph Blocher und Christopher Wren, aber auch Gudrun Ensslin; und in der Gegenwart Klaus Harpprecht, Elisabeth Niejahr, Sabine Rückert, Hans W. Geißendörfer, Angela Merkel, Rezzo Schlauch, Christine Lieberknecht, Margrethe Vestager, Benjamin von Stuckrad-Barre, Christoph Hein, Christoph Wonneberger, Gerhard Schöne, Ulrich Noethen, Martin Kohlhaussen und Rezo.
Unter dem Landesherrlichen Kirchenregiment wurde der Pfarrer an vielen Stellen auch zum Landesbeamten an vorderster Front und bildete zusammen mit dem Lehrer, Kantor und manchmal Bürgermeister den Kern der Bildungselite. Pfarrhäuser dienten unter anderem als „religiöses Biotop, politischer Gegenentwurf, bürgerliche Enklave oder antibürgerlicher Kampfschauplatz“. Das galt in Deutschland ebenso wie in den lutherischen Kirchen Skandinaviens oder den reformierten Kirchen in Schottland, den Niederlanden und der Schweiz. Noch in den 1990er Jahren wurde in der Evangelischen Kirche in Deutschland (EKD) von einem Leitbild des Pfarrhauses ausgegangen.
Die Pfarrer waren als Prediger und Seelsorger zugleich Propagandisten und Ansprechpartner für die Menschen und durch ihre Funktion als Zeremonienmeister von Taufen, Hochzeiten und Beerdigungen oft auch Ansprechpartner in allen Arten von Notfällen.

## Das evangelische Pfarrhaus der Gegenwart

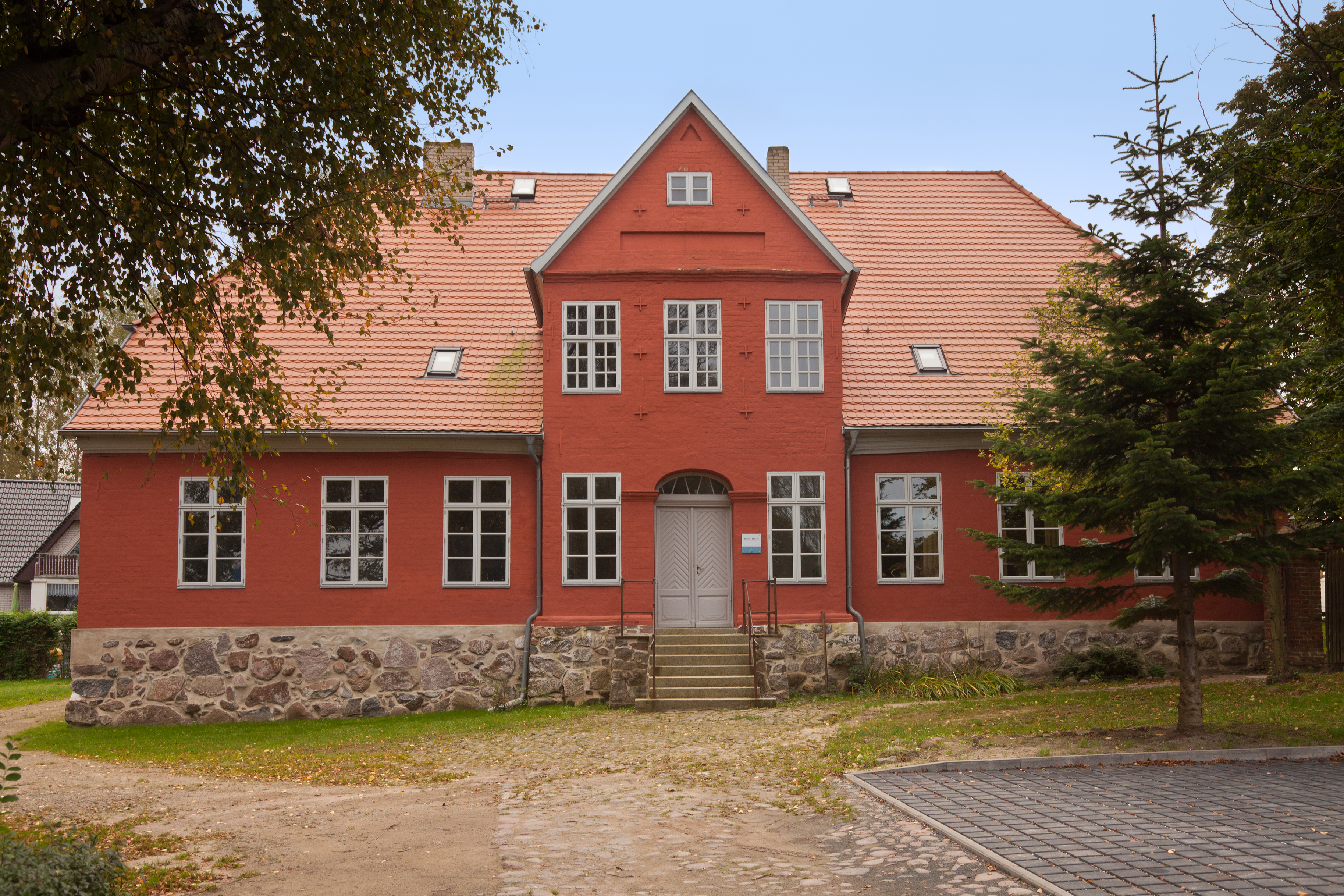
Pfarrhaus in Sagard auf Rügen

In jüngerer Vergangenheit wandelte sich die Rolle der Pfarrer, viele Pfarrfrauen gehen eigenen Berufen nach und es existieren Pfarrerinnen und „Pfarrmänner“. Damit einhergehend wandelte sich auch die Bedeutung des Pfarrhauses.
In den Landeskirchen der EKD sind Pfarrerinnen und Pfarrer üblicherweise verpflichtet, sofern ein Pfarrhaus vorhanden ist, dieses anzumieten und zu bewohnen.
Seit den 1970er Jahren ist der Fortbestand der Pfarrhäuser zunehmend diskutiert worden. Dabei waren völlig unterschiedliche Aspekte von Bedeutung:
- Pfarrer in Arbeiterbezirken oder sozialen Problemvierteln empfanden die Häuser oft als unangemessen groß.
- Allein lebende Pfarrer bemängelten eine zu große Wohnfläche.
- Durch die Dienstwohnungspflicht können Pfarrer erst kurz vor dem Ruhestand eigenes Wohneigentum bauen oder erwerben.
- Grundlegende Renovierungen oder Gebäudeinstandhaltungsarbeiten überfordern Kirchengemeinden zuweilen. Dies gilt insbesondere für besonders alte oder große Pfarrhäuser.
- Das Bewohnen denkmalgeschützter Häuser erfordert große Zugeständnisse der Bewohner.
- Pfarrer in eingeschränkten Dienstverhältnissen haben trotz geringerer Bezüge die gleiche Wohnung zu den gleichen Konditionen zu mieten wie Amtsinhaber in einer vollen Stelle.
- Selbständigen Ehepartnern ist es in der Regel nicht erlaubt, von zu Hause aus ihrer Erwerbstätigkeit nachzugehen bzw. im Pfarrhaus ein Büro einzurichten.

In manchen Landeskirchen sind die Regelungen seit den 1990er Jahren im Sinne vorgebrachter Kritik überprüft und teilweise geändert worden, so dass auf Antrag der Kirchengemeinden und Pfarrer Wohnungen verkleinert oder Erwerbstätigkeit von Angehörigen genehmigt werden können. Ergänzend zur Verpflichtung, eine Dienstwohnung zu beziehen, gibt es eine Residenzpflicht, also die Pflicht, eine Wohnung innerhalb der Kirchengemeinde bzw. des Aufgabengebietes zu beziehen. Im Jahr 2006 betonte beispielsweise ein Beschluss der Frühjahrssynode der evangelischen Kirche von Kurhessen-Waldeck das prinzipielle Festhalten an der Residenzpflicht ihrer Ortspfarrer.
Im Zuge von Sparmaßnahmen der Kirchen bleiben immer mehr Pfarrhäuser leer oder werden sogar verkauft, so dass die gesellschaftliche Präsenz schwindet. Erste Landeskirchen – wie z. B. die Lippische Landeskirche – genehmigen den Auszug aus dem Pfarrhaus auch dann, wenn Pfarrer noch im aktiven Dienst sind, wenn diese einen entsprechenden Antrag stellen und der örtliche Kirchenvorstand einverstanden ist.

## In der Literatur
Da Pfarrer oft in der Literatur vorkommen, spielt auch das Pfarrhaus immer wieder eine Rolle. Für die evangelischen Pfarrhäuser in Deutschland wird das besonders in folgenden Romanen deutlich:
- Wilhelm Raabe: Der Hungerpastor (1863)
- Ina Seidel: Lennacker. Das Buch einer Heimkehr. Stuttgart / Berlin (Deutsche Verlags-Anstalt) 1938.
- Ruth Rehmann: Der Mann auf der Kanzel. Hansen, München [u. a.] 1979.
- Christian Ryke: Wie die Orgelpfeifen – Heitere Geschichte einer kinderreichen Familie. 12. Auflage. Quell-Verlag, Gütersloh 2000, ISBN 3-579-03452-9

Darüber hinaus werden bestimmte Bilder auch in Serien wie Herzensbrecher – Vater von vier Söhnen und anderen vermittelt.